# Ihor Kalinin
Ihor Olehovyč Kalinin (in ucraino Ігор Олегович Калінін?; in russo Игорь Олегович Калинин?, Igor' Olegovič Kalinin; Kerč', 11 novembre 1995) è un calciatore ucraino con cittadinanza russa, difensore del Fakel Voronež in prestito dal Rostov.

## Carriera

### Club
Ha giocato nella prima divisione ucraina ed in quella russa.

### Nazionale
Ha giocato nelle nazionali giovanili ucraine Under-18 ed Under-19.